# Farkhān-e Kohneh
Farkhān-e Kohneh är en ort i Iran.   Den ligger i provinsen Khorasan, i den nordöstra delen av landet, 600 km öster om huvudstaden Teheran. Farkhān-e Kohneh ligger 1 326 meter över havet och antalet invånare är 265.
Terrängen runt Farkhān-e Kohneh är platt åt nordost, men åt sydväst är den kuperad.Runt Farkhān-e Kohneh är det ganska glesbefolkat, med 38 invånare per kvadratkilometer. Närmaste större samhälle är Qūchān, 3,3 km nordväst om Farkhān-e Kohneh. Omgivningarna runt Farkhān-e Kohneh är i huvudsak ett öppet busklandskap.